# Le Procès (film, 1962)
Pour les articles homonymes, voir Procès (homonymie) et Trial (homonymie).
Pour plus de détails, voir Fiche technique et Distribution.
Le Procès est un film de procès germano-franco-italien réalisé par Orson Welles et sorti en 1962.
C'est une adaptation du roman éponyme de Franz Kafka paru en 1926 (à titre posthume).

## Synopsis
Un matin, des inspecteurs de police font irruption chez Joseph K. Ils le déclarent en état d'arrestation et procèdent à une perquisition. Joseph K. les interroge sur les chefs d'accusation sans obtenir de réponse. Son voisinage porte sur lui des regards suspicieux, sinon accusateurs. Joseph K. cherche de quoi il pourrait être coupable, serait-ce pour fréquenter une locataire équivoque comme Mademoiselle Burstner ? Il se retrouve dans un gigantesque et étrange bâtiment pour l'instruction judiciaire où toute la procédure est sibylline : Joseph K. est perdu dans les arcanes de la justice et n'en finit pas d'errer de couloirs interminables en bureaux poussiéreux. Confronté à un juge, il n'apprend rien de plus sur les charges qui pèsent sur lui. Que des membres de sa famille, qu'un avocat ou que Léni, une employée pleine de sollicitude amoureuse se manifestent, ils ne font qu’exacerber son angoisse. Joseph K. abandonne alors toute résistance, comprenant qu'il sera inéluctablement déclaré coupable, peut-être simplement de vivre...

« Cette histoire est contée dans un roman : Le Procès par Franz Kafka »

— Orson Welles, en épilogue du film.

## Commentaires
Ce film évoque les régimes totalitaires, et notamment le Troisième Reich.

## Fiche technique
Sauf indication contraire, les informations mentionnées dans cette section peuvent être confirmées par la base de données cinématographiques Unifrance,  présente dans la section « Liens externes ».
- Titre original : Le Procès
- Titre italien : Il processo
- Titre allemand : Der Prozess
- Réalisation :	Orson Welles
- Assistants-réalisation : Marc Maurette, Paul Seban, Sophie Becker
- Scénario : Orson Welles d’après le roman de Franz Kafka, Le Procès (1925)
- Dialogues : Orson Welles
- Adaptation française : Pierre Cholot
- Décors : Jean Mandaroux, assistés de Jacques d'Ovidio et Pierre Tyberghien
- Costumes : Hélène Thibault
- Maquillages : Louis Dor
- Directeur de la photographie : Edmond Richard
- Cadrage : Adolphe Charlet, assisté de Robert Fraisse (non crédité) et Max Dulac (non crédité)
- Son : Guy Villette, Julien Coutellier
- Montage : Yvonne Martin, Orson Welles, Frederick Muller, assistés de Chantal Delattre et Gérard Pollican
- Musique : Jean Ledrut
- Photographe de plateau : Roger Corbeau
- Scripte : Marie-Josée Kling
- Producteurs : Yves Laplanche, Alexander Salkind
- Producteur exécutif : Michael Salkind
- Régisseur général : Jacques Pignier
- Directeur de production : Robert Florat
- Sociétés de production : Paris Europa Productions (France), FICIT (Italie), Hisa Films (Allemagne)[3],[4]
- Sociétés de distribution : 
  - Distribution d'origine : UFA (Universum Film Aktien Gesellschaft, Allemagne), COMACICO (Compagnie Marocaine Cinématographique et Commerciale, France)[3]
  - Distribution France : Les Acacias, Tamasa Distribution[Note 1],[4]
  - Ventes internationales : StudioCanal[5]
- Pays de production :  France,  Italie,  Allemagne de l'Ouest
- Langue originale : anglais, français
- Format : 35 mm — noir et blanc — 1.66:1 — son monophonique (Optiphone)
- Genre : drame
- Durée : 120 minutes
- Dates de sortie : 
  - Italie : août 1962 au festival de Venise
  - France : 22 décembre 1962
  - Allemagne de l'Ouest : 2 avril 1963
- (fr) Classifications CNC : tous publics, Art et Essai (visa d'exploitation no 26116 délivré le 5 décembre 1962)
- Affiche : Jouineau Bourduge (France)

## Distribution

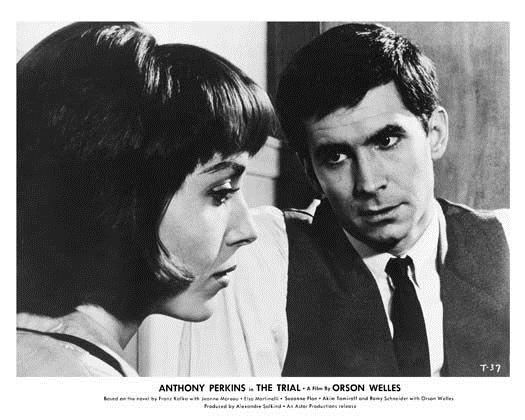
Elsa Martinelli et Anthony Perkins dans une scène du film.

- Anthony Perkins (VF : Pierre Vaneck) : Joseph K.
- Orson Welles (VF : Jean Topart) : Albert Hastler, l'avocat
- Romy Schneider : Léni
- Jeanne Moreau : Mademoiselle Burstner
- Elsa Martinelli : Hilda
- Madeleine Robinson : Madame Grubach
- Suzanne Flon : Mademoiselle Pittl
- Akim Tamiroff : Bloch
- Arnoldo Foa : l'inspecteur
- Fernand Ledoux : le chef greffier
- Jess Hahn (VF : Marcel Bozzuffi): un sous-inspecteur
- Maurice Teynac : le sous-directeur
- Michael Lonsdale : le prêtre
- Naydra Shore : Irmie, la cousine de Joseph K.
- Billy Kearns (VF : Pierre Mondy) : un sous-inspecteur
- Claudine Maugey : une petite fille bossue
- Carl Studer : le bourreau en cuir
- Raoul Delfosse : un bourreau
- Jean-Claude Rémoleux : un bourreau
- Thomas Holtzmann (VF : Bernard Fresson) : Bert, l'étudiant
- Wolfgang Reichmann (VF : François Chaumette)  : l'huissier
- Max Haufler : l'oncle Max
- Max Buchsbaum : le juge
- William Chappell : Titorelli
- Guy Grosso : un collègue de K
- Paola Mori : l'archiviste du tribunal
- Van Doude
- Katína Paxinoú : la savante (rôle supprimé au montage final)

## Production

### BO
Musique additionnelle : Adagio dit d'Albinoni de Remo Giazotto. La bande originale du film a été publiée par Philips (EP 432.844 BE)

### Casting
- Orson Welles interprète lui-même le rôle de l'avocat.
- Madeleine Robinson[7] : « J'avais une petite scène avec Anthony Perkins au début du film. […] Malgré le peu d'importance de ce rôle, ce fut un grand moment, sinon de ma carrière, du moins de ma vie, que de travailler avec ce dernier [Orson Welles] pour lequel j'ai, professionnellement, une admiration sans réserve. […] Or, s'il m'a choisie comme comédienne, s'il a été civil et cordial dans ses relations de travail, génial dans ses indications de metteur en scène, il ne s'est intéressé en rien à la personne que j'étais. Je me suis donc fait petite souris et ai passé ces trois jours à bien regarder ce merveilleux Raminagrobis. Ce n'était plus Falstaff. Il ne jouait pas de sa réputation de monstre sacré, d'ogre génial. Il était simplement heureux parce qu'il faisait ce qu'il aimait. »

### Tournage

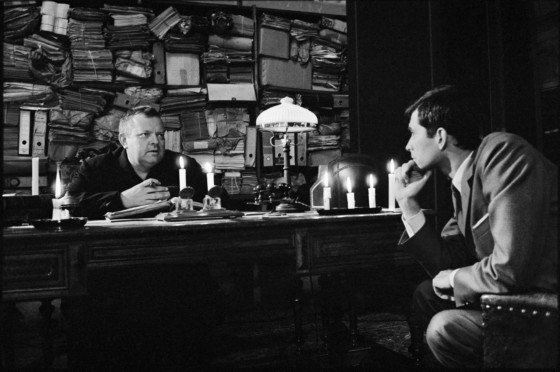
Orson Welles et Anthony Perkins durant le tournage en 1962.

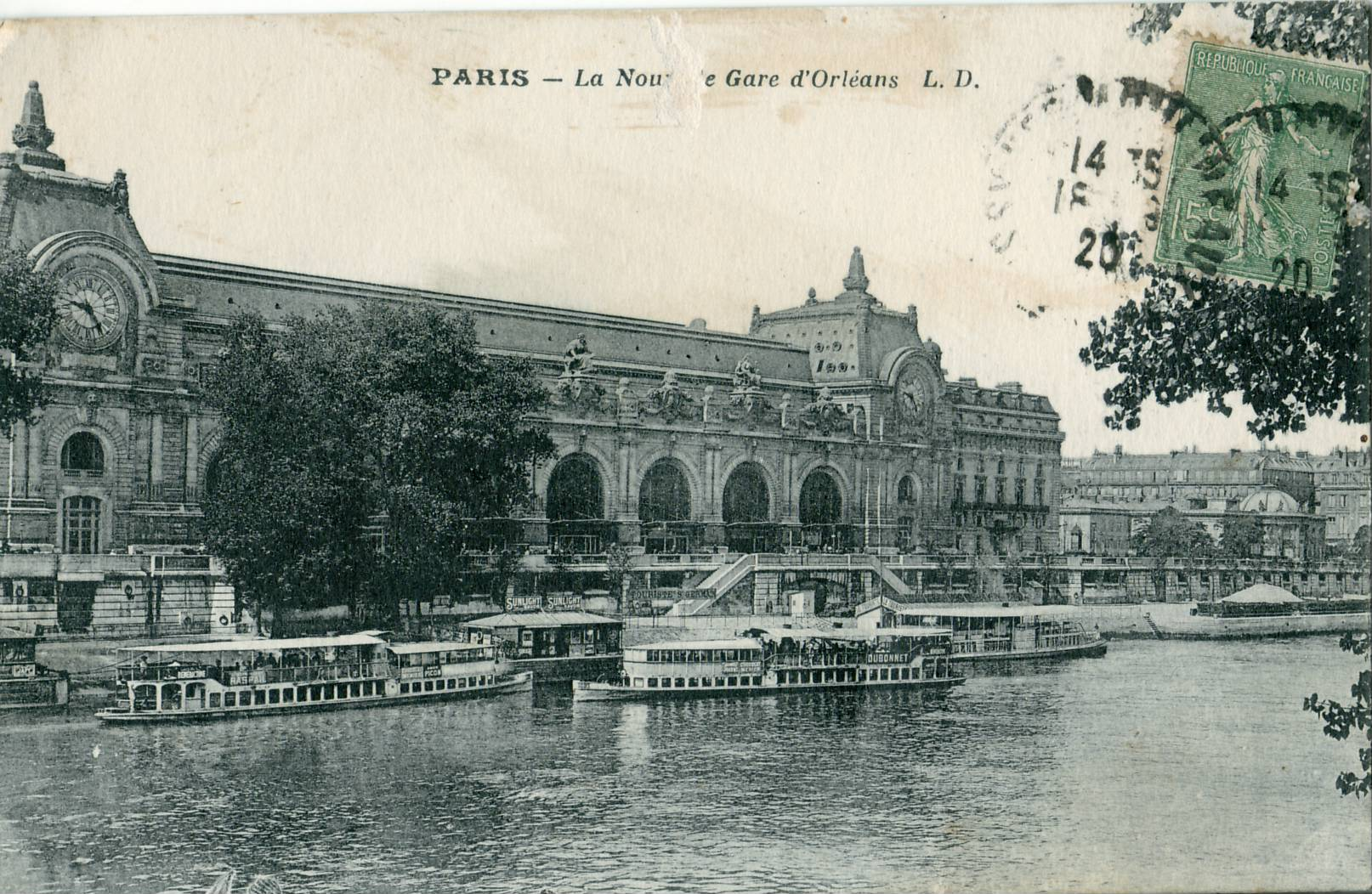
Un lieu de tournage, la gare d’Orsay
(carte postale du début du XXe siècle).

- Période de prises de vue du 26 mars au 5 juin 1962[4].
- Intérieurs : studios de Boulogne (Boulogne-Billancourt, Hauts-de-Seine), France.
- Extérieurs : 
  - Paris : dans la gare d’Orsay durant sa désaffectation grâce à l'intervention d'André Malraux, bien avant qu'elle ne devienne un musée. Plus quelques scènes près de la cathédrale Notre-Dame de Paris.
  - Rome : palais de justice.
  - Zagreb : cathédrale Saint-Stéphane, palais des expositions (Zagreb Fair) (en), université libre Velika Gorica.
- L'apologue intitulé La Porte de la loi (Before The Law[Note 2]) utilise le procédé de l'écran d'épingles, mis au point par Alexandre Alexeïeff et Claire Parker.
- Madeleine Robinson[7] : « Orson Welles a une immense considération pour le travail des autres quand il est bien fait. Que ce soit celui du comédien, du travelling-man, de l'électricien, du maquilleur, de l'habilleuse ou du cameraman. Ce n'est pas ce dernier qui me contredira : il chevauchait une Dolly, un appareil de prises de vue monté sur roues ainsi que sur une grue. Il devait, à « l'œilleton », suivre cette scène fort longue en un seul plan, entre Perkins et moi. Il se contorsionnait en fonction des exigences qu'Orson Welles imposait à ladite Dolly. Aucun de nous ne réalisa sa fatigue extrême, au bout de la dixième ou quinzième prise, à l'exception d'Orson Welles qui, au beau milieu de la scène, cria : « Cut ! ». Puis d'ajouter : « Allez, Adolphe, va dans ta loge te reposer. Tu n'en peux plus. On reprendra quand tu auras récupéré. » Pour tout cela, j'aurais aimé m'imposer davantage à lui afin qu'il me rejetât plutôt que de m'ignorer. Timidité, c'est certain, mais aussi sot orgueil. »

## Distinctions

### Récompenses
- Prix Méliès 1962.
- Étoile de Cristal 1963 de la meilleure actrice étrangère pour Romy Schneider.